# 二峰圳
二峰圳（にほうしゅう、アルフォンチェン）は台湾の屏東県来義郷にある地下ダムである。
1921年（大正10年）5月に着工し、1923年（大正12年）5月に竣工した。
台湾製糖に勤務していた鳥居信平が計画したもので、台湾製糖の社長であった山本悌二郎の雅号「二峰」にちなんで命名された。

## 歴史
1912年（大正元年）、台湾総督府は、林辺渓の下流にある開拓地を洪水被害から守るため、林辺渓に大規模な石堤を建造した。
当時の屏東平原は、雨季には林辺渓の氾濫に悩まされるにもかかわらず、乾期には飲料水にも事欠くなど水利の劣悪な場所であった。地面は大小の礫に覆われて土は堅く締まり、開墾にも大きな困難が伴う屏東平原を開拓するには水の確保が不可欠であり、このために二峰圳が作られることになった。

## 主要設備
二峰圳の施設は、取水部、導水部、分水部、灌漑水路の4つに分けることができる。取水部はさらに地下堰、正方形の取水塔、アーチ型トンネルおよび半円形の取水暗渠の4つに分かれている。
地下堰は屏東県来義郷にある来義橋の上流に位置しており、長さ328メートルのコンクリート製である。導水部には長さ528メートルの導水トンネル、450メートルの圧力暗渠、2,582メートルの石積の水路が含まれ、堰から萬隆農場の分水部に至る導水路の全長は3,436メートルに及ぶ 。灌漑用水路は幹線が7,783メートル、支線は実に577,197メートルにも及ぶ。取水量は6月から9月にかけての雨季には日量約252,000立方メートル、11月から4月の乾季には日量約68,000立方メートルである。

## 近況
二峰圳は、河床の下を流れる伏流水を地下ダムで集めるつくりになっており、完工以来取水が中断されたことはない。しかし、近年では河床が下がって頻繁に浚渫が行われたために地下堰が損傷したり、水路が砂礫などで閉塞して給水に影響が出るようになっており、2017年には断水せざるを得なくなった。屏東県は、2017年の雨季が来る前に二峰圳を修復するため、直ちに1800万元の予算を割り当てた。